# Archie Horror
Archie Horror — імпринт від «Archie Comics», який орієнтується на комікси жахів, з відповідними головному видавництву назвами. До створення імпринту деякі його комікси були опубліковані під звичайні банером «Archie Comics».
Серії цього імпринту мають рейтинг "TEEN+" через їх зміст і тематику, які містять сцени насильства, крові, смертей та тривожних сцен, і деяку лайку. Всі серії цього імпринту знаходиться в альтернативної реальності від основних коміксів Archie Comics, і кожна серія є незалежною від інших.

## Створення імпринту
У березні 2015 року видавництво «Archie Comics» оголосило про створення імпринту «Archie Horror» через успіх комікс-серії Afterlife with Archie та Chilling Adventures of Sabrina. Роберто Аґірре-Сакаса, який також є головним креативним директором «Archie Comics», сказав, що "в офісі ми почали посилатися на ці книги як книги Archie Horror (укр. жахів Арчі)", тому "коли було схоже, що Afterlife #8 та Sabrina #2 будуть випущені приблизно в той же час, чому б нам не формалізувати те, що вже відбувається — імпринт.”
У квітні 2015 року Chilling Adventures of Sabrina #2 став першим коміксом, який був випущений під імпринтом. Потім був Afterlife з Archie #8 у травні 2015 року.

## Серії

### Триваючі серії
- Afterlife with Archie[en] (жовтень 2013–тепер)
- Chilling Adventures of Sabrina (жовтень 2014–тепер)
- Jughead: The Hunger[en] (жовтень 2017–тепер)
- Vampironica[en] (березень 2018–тепер)

### Обмежені серії
- Blossoms 666[en] (січень 2019–липень 2019)
- Jughead: The Hunger vs. Vampironica[en] (квітень 2019–тепер)